# 莖 (器具部位)
莖是有柄的工具或武器的身部延長插入柄部的部分。許多武器和工具都有莖，如劍、鈹、槍、箭簇、螺絲起子等等。秦代的鈹莖上有一至二孔，用銅釘穿此孔將鈹身固定在柄上。1

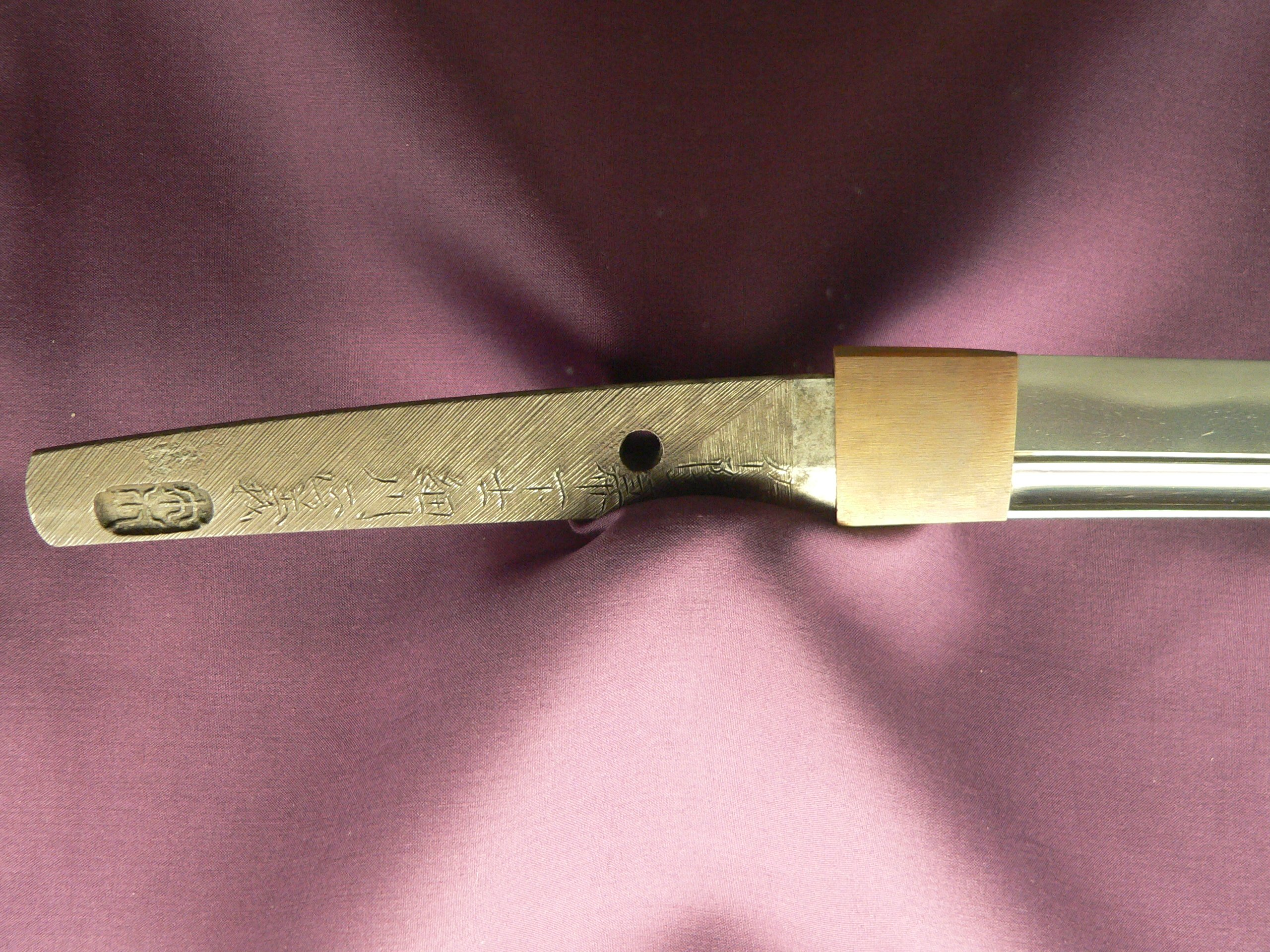
脇差的莖。